# Nightingale
Найтінгейл (з англ. Nightingale — соловей) — шведський прогресив-метал гурт з Еребру, Швеція. Видається на лейблі Black Mark Records.

## Історія
Гурт був створений Даном Свано у 1995 році як готік соло-проект.
Перший альбом The Breathing Shadow Свано створив сам у своїй студії Unisound, що знаходиться у нього вдома.
Другий альбом, The Closing Chronicles записував зі своїм братом Даґом Свано, який обрав псевдонім Tom Nouga. Після цього альбому гурт давав концерти поблизу Еребру з майбутнім своїм басистом Еріком Оскарссоном та ударником Ari Halinoja.
Гурт повернувся до студії Unisound у квітні 1999 дозаписати пісні до демо-пісні 'I Return', записаної ще в вересні 1998. Альбом I вийшов у 2000 році і є третьою частиною трилогії альбомів Найтингейл. Частину треків, зокрема Alonely та Dead or Alive були взяті Томом з його закінчених проєктів, було змінено лірику.
До запису четвертої частини Alive Again: The Breathing Shadow, Part IV в травні 2002 долучилися ударник Tom Björn та Ерік Оскарссон (вже як учасник гурту).
П'ята платівка Invisible, була вже поза межами концептуальної тетралогії попередніх альбомів гурту.
У 2005 році, на десятиріччя гурту, гурт видав альбом-компіляцію Nightfall Overture, в якій зібрані перезаписані пісні з попередніх альбомів. Після видання альбому, гурт поїхав у перше своє турне за межі Швеції — Німеччину та Нідерланди.
12 червня 2006 року гурт почав запис нового альбому White Darkness (з англ — біла темрява), який вийшов 4 червня 2007 року.
10 листопада 2014 року вийшов останній (на весну 2017 року) альбом гурту — Retribution.

## Склад
- Дан Свано (з 1994) — вокал, гітари, клавішні
- Даґ Свано (Том Науґа) (з 1996) — бас, гітари, клавішні, вокал
- Том Бйорн (з 25 грудня 2000) — ударні
- Ерік Оскарссон (з 25 грудня 2000) — бас

## Дискографія
- 1995 — The Breathing Shadow

- 1996 — Closing Chronicles
- 2000 — I
- 2003 — Alive Again: The Breathing Shadow Part IV
- 2004 — Invisible
- 2005 — Nightfall Overture (Re-recorded versions of previously released songs)
- 2007 — White Darkness
- 2009 — Box of Rock (Boxed set)
- 2014 — Retribution
- 2017 — Rock Hard Live (Live album)[1]